# ارتباط‌شناسی
ارتباط‌شناسی (به انگلیسی: Communicology) مطالعه علمی و آکادمیک در مورد چگونگی ایجاد و استفاده از پیام‌ها برای تأثیرگذاری بر محیط اجتماعی است. ارتباطات‌شناسی یک رشته دانشگاهی است که با استفاده انحصاری از روش علمی برای مطالعه پدیده‌های ارتباطی، خود را از حوزه وسیع تر ارتباطات انسانی متمایز می‌کند. اهداف این روش‌های علمی ایجاد و گسترش دانش مبتنی بر نظریه در مورد فرایندها و نتایج ارتباطات است. شاغلین در رشته ارتباط‌شناسی از روش‌های پژوهش تجربی و قیاسی، مانند مقطعی و طولی نظرسنجی، آزمایش، فراتحلیل و تحلیل محتوا، برای آزمایش فرضیه‌های مشتق شده از لحاظ نظری استفاده می‌کنند. روابط همبستگی و علت بین متغیرهای ارتباط در این مطالعات آزمایش می‌شوند.
پژوهشگران ارتباط‌شناسی کارکردهای خاص ارتباط را بررسی می‌کنند. چنین کارکردهایی ممکن است شامل ارتباطات میان فردی، پردازش پیام و اقناع شود. پژوهشگر همچنین ممکن است مطالعات خود را در زمینه‌های مختلف، مانند ارتباطات میان فرهنگی، ارتباطات سلامت، ارتباطات میان گروهی، ارتباطات با واسطه فناوری، و ارتباطات گروهی کوچک قرار دهد. یافته‌های پژوهش ارتباط‌شناسی را به چندین دیدگاه مختلف از علوم اجتماعی، علوم طبیعی و پزشکی پیوند می‌دهد.

## ریشه‌شناسی و تعاریف
کلمه ارتباط‌شناسی ریشه در لاتین از commūnicō به معنای به اشتراک گذاشتن یا به اشتراک گذاشتن و -logia به معنای مطالعه از دارد. مطالعه آکادمیک ارتباطات انسانی بر استفاده از پیام‌ها برای انتقال، اطلاع‌رسانی و مشارکت در گفتگو متمرکز است.
چارلز هورتون کولی نظام ارتباطات را به عنوان «ابزار اختراعی مترقی توصیف می‌کرد که پیشرفت‌های آن بر بشر تأثیر می‌گذارد و زندگی هر فرد و مؤسسه‌ای را تغییر می‌دهد.» شکل صفت commūnicō و communis به صورت «مشترک کردن» ترجمه شده‌است. یک هدف مهم در مطالعه آکادمیک ارتباطات انسانی، درک چگونگی ایجاد معنا از طریق پیام‌های به اشتراک گذاشته شده بین شرکای تعامل است. اگرچه تلاش‌های مختلفی برای برچسب‌گذاری مطالعه علمی ارتباطات، از جمله علوم ارتباطات و «مطالعات ارتباطات» انجام شده‌است، چنین اصطلاحاتی برای ارجاع به رویکردهای گسترده و فراگیر برای مطالعه پیام‌ها استفاده شده‌اند. برچسب ارتباط‌شناسی دامنه مطالعه ارتباطات انسانی را با تمرکز صرف بر رویکردهای علمی برای ساخت، تولید و تبادل پیام محدود می‌سازد.

## تاریخچه
مطالعه ارتباطات انسانی در یونان و روم باستان با فیلسوفان برجسته ای مانند سقراط، سیسرون و افلاطون آغاز شد. شاگردان این مطالعه اولیه ارتباطات، دانشی را در مورد لفاظی عمومی، سخنرانی و اقناع دنبال کردند. علاقه به مطالعه مدرن ارتباطات انسانی با فناوری رو به رشد تشدید شد و به زودی پس از جنگ جهانی اول و جنگ جهانی دوم به یک زمینه قانونی تبدیل شد.

## همچنین ببینید
- پروتکل ارتباطات
- مارشال مک لوهان
- نشانه‌شناسی